# كارين لين غورني
كارين لين غورني (Karen Lynn Gorney) (مواليد 28 يناير 1945) هي ممثلة أمريكية، اشتهرت بأدوارها في العديد من البرامج التلفزيونية والأفلام بما في ذلك المسلسل التلفزيوني أول ماي تشيلدرن وفيلم حمى ليلة السبت.

## حياة مهنية
ولدت غورني في بيفرلي هيلز، كاليفورنيا. هي ابنة "سوندرا كاريل" (كاتلوف)، مستشارة العلاقات العامة، وجاي غورني، المولود في بياليستوك ، بولندا وكان مؤلفًا موسيقيًا ألّف موسيقى أغنية عن الكساد الكبير في أمريكا، "أخي، هل يمكنك توفير عشرة سنتات؟ ‏" عائلتها يهودية. حصلت على بكالوريوس الفنون الجميلة من جامعة كارنيغي ميلون وماجستير في الفنون الجميلة من جامعة برانديز. كارين هي أخت دانيال غورني، والأخت غير الشقيقة للمؤلف والأستاذ والطبيب رودريك غورني، الذي درّس لسنوات عديدة في جامعة كاليفورنيا في لوس أنجلوس.

### أفلام
| عام  | فيلم                                | دور             | ملاحظات |
| ---- | ----------------------------------- | --------------- | ------- |
| 1962 | ديفيد وليزا                         | جوزيت           |         |
| 1970 | ذا ماجيك غاردن أوف ستانلي سويت هارت |                 |         |
| 1977 | حمى ليلة السبت                      | ستيفاني مانغانو |         |

## روابط خارجية
- كارين لين غورني على موقع IMDb (الإنجليزية)
- كارين لين غورني على موقع تيرنر كلاسيك موفيز (الإنجليزية)
- كارين لين غورني على موقع قاعدة بيانات الفيلم (الإنجليزية)

## روابط خارحية
- الموقع الرسمي لكارين لين غورني